# 24259 Chriswalker
24259 Chriswalker este un asteroid din centura principală de asteroizi.

## Descriere
24259 Chriswalker este un asteroid din centura principală de asteroizi. A fost descoperit pe 12 decembrie 1999 la Goodricke-Pigott de Roy A. Tucker. Asteroidul prezintă o orbită caracterizată de o semiaxă mare de 2,33 ua, o excentricitate de 0,18 și o înclinație de 23,8° în raport cu ecliptica.